# Spie
Pour les articles homonymes, voir Spie (homonymie).
SPIE (Société parisienne pour l'industrie électrique) est une société française spécialisée dans les domaines du génie électrique, mécanique et climatique, de l’énergie et des réseaux de communication. Son métier est la réalisation, l’assistance à l’exploitation et la maintenance d'équipements industriels. Spie est coté en bourse avec le code SPIE.

## Histoire

### Débuts
La SPIE a une double origine : d'une part, la Société de construction des Batignolles fondée en 1871 par Ernest Goüin, et d'autre part, la Société parisienne pour l'industrie des chemins de fer et des tramways électriques (SPICF), appelée aussi la « Parisienne électrique », fondée en 1900, par le baron Empain.
La SPICF doit réaliser les travaux d'infrastructures électriques du métro de Paris lancés en 1900. Le baron Empain avait décroché l'appel d'offre en 1898 et fondé dans ce but la Compagnie du chemin de fer métropolitain de Paris. La SPICF est chargé d'électrifier les rames et de proposer une politique tarifaire. Empain fait appel à la société Girolou, fondée par Alexandre Giros et Louis Loucheur, pour compléter l'électrification vers 1905. 

### Seconde guerre mondiale et nationalisations
Pendant la guerre, elle compte parmi ses administrateurs Guy de la Rochette (1940-1945), Edouard Empain (1936-1944), Lucien Esbran (1939-1944) et Edmond Roux (1940-1944), un ancien de la Société générale de force et lumière (SGFL) du magnat Pierre-Marie Durand, deuxième électricien francais, derrière la Lyonnaise des Eaux et de l’Electricité (SLEE, ou groupe Mercier). Après une crise au conseil d’administration de la SGFL, plusieurs personnalités appuyées par le CCF, avaient remplacé le banquier-adminstrateur traditionnel. Parmi elles, Edmond Roux était devenu conseiller de Pierre-Marie Durand et administrateur de plusieurs filiales du groupe mais aussi  de la Compagnie du Gaz de Lyon et de la Société générale pour l’industrie électrique. Il est par ailleurs président du Syndicat professionnel des Producteurs et Distributeurs d'énergie électrique,,, fondé au début du XXe au 16, rue de la Baume à Paris, et a siégé à ce titre, sous l'occupation, avec Robert Desprès, de L'Énergie industrielle, autre société de Pierre-Marie Durand, au Comité de l’Energie Electrique (COE), « instance clé de l’organisation économique » sous Vichy qu'il préside tout en se déclarant « hostile à tout autoritarisme prolongé du Comité ». Roger Boutteville, directeur de L'Union d'électricité, est nommé après la guerre président d'une commission de l'électricité du CNPF, un « lot de consolation » pour les anciens du COE qui ne trouvent pas leur place à l’EDF », où siègent aussi Paul Huvelin et Edmond Roux
C'est lui qui négocie après la guerre, face au ministre communiste Marcel Paul, avec Jean-Marie Louvel, un adjoint de Paul Huvelin à la Société générale d'entreprises (SGE), qui a rejoint le MRP par "opportunisme", pour en devenir le trésorier, maire du Vésinet et président la Commission de l'équipement national au Palais Bourbon, d'importantes compensations des actionnaires des compagnies d'électricité nationalisées par la loi d'avril 1946. Le MRP s’était penché tôt sur la nationalisation, dès son congrès constitutif de novembre 1944, pour demander d'en exclure la distribution d'électricité et les usines d’électrochimie et d’électrométallurgie, soit la moitié de la production. Une "Commission Perrier" de compromis  se réunit quatre fois entre janvier et juillet 1945, Roger Boutteville et Edmond Roux y représentent le CNPF. Finalement,  Jean-Marie Louvel obtient que les actionnaires soient dédommagés par des obligations à intérêt 3 % plutôt que les 2% proposés par la SFIO, plus une part selon l’accroissement des recettes, compromis censé équilibrer le 1 % demandé par le PCF pour les œuvres sociales. Le groupe Empain a été concerné comme les autres géants du secteur, la CGE et la SGE, les groupes Mercier et Durand, ou L'Énergie industrielle.

### Après-guerre
En 1946, la société devient la Société parisienne pour l'industrie électrique (SPIE). André Berthelot, fils de Marcellin Berthelot, en est nommé président du conseil d'administration l'année suivante. 
L'année 1964 est celle de la création de Jeumont-Schneider, qui s'investit dans les premiers grands projets d'automatisation des sites de production. Les Jeumont (groupe Empain) est réuni avec LMESW (groupe Schneider) qui a les licences Westinghouse. 
En 1967, alors que les Goüin se désengagent, Spie fusionne avec la Société de construction des Batignolles (SCB) pour former Spie Batignolles.
L'année 1967 voit aussi une réalisation importante du groupe, l'entrée en service dans les Ardennes, à la frontière franco-belge, du premier réacteur à eau pressurisée de la Centrale nucléaire de Chooz, un projet franco-belge, qui provient d'une licence américaine acquise auprès de la société Westinghouse, par la Franco-Américaine de Constructions Atomiques (Framatome) en février 1959. Basé sur le modèle du réacteur de la centrale nucléaire de Yankee Rowe, il affiche une pression primaire plus élevée.
Mais Westinghouse ne se voit pas accorder, en décembre 1968, l'autorisation d'investissement dans Jeumont-Schneider par le ministre de l'économie et des finances. Alors que le gouvernement belge a donné son accord à la cession à Westhinghouse des Ateliers de constructions électriques de Charleroi,  Valéry Giscard d'Estaing suggère à l'américain de s'associer avec un français dans la reprise de la partie française, avant d'exprimer un refus plus clair en décembre 1969 , obligeant le Baron Empain à se tourner en mai 1970 vers la CGE ou la Compagnie électromécanique (CEM), pour vendre à 200 millions de francs ses 61%. 
En 1969, le groupe Empain prend possession de la totalité de Schneider Electric ; Spie Batignolles devient une filiale du groupe Empain-Schneider.
Spie Batignolles absorbe la Compagnie industrielle de travaux (CITRA) en 1972.
En 1981, après la sortie du capital de la famille Empain, le groupe Empain se restructure et prend le nom de Schneider Electric ; Spie Batignolles est toujours une filiale.
En 1982 la division « Électricité nucléaire » et Trindel intégrant le groupe, l'ensemble prend le nom de Spie Trindel.
Avant 1984, rachat de Coignet SA avec l'aide des Charbonnages de France.
Spie Batignolles construit les montagnes russes en bois nommées Anaconda dans le parc alors nommé Big Bang Schtroumpf, rebaptisé Walygator Parc depuis 2007, les plus hautes d’Europe entre 1989 et 2001 d'après les plans de William Cobb.
En 1997, l'entreprise est vendue par Schneider et est l'objet d’une reprise d'entreprise par ses salariés (une RES) de cinq ans, lors du rachat de l'entreprise par les salariés associés à l'anglais Amec.
En 1998, Spie Batignolles prend le nom de Spie et se compose de trois grandes filiales :
- Spie Batignolles, spécialisée dans les activités de construction ;
- Spie Enertrans, spécialisée dans les activités énergétiques et de transport ferroviaire ;
- Spie Trindel, spécialisée dans l'ingénierie électrique et les services de proximité.

En 1999, Spie achète l'entreprise de génie climatique Laurent Bouillet.
En 2001, Spie achète Matra Nortel Communications Distribution qui prend ensuite le nom de Spie Communications, et désormais Spie ICS (« ICS » pour « Integrated connectivity solutions »).
En 2003, Spie Batignolles, filiale « construction » de Spie est cédée à ses cadres dirigeants. Dans le même temps Amec prend le contrôle de Spie qui devient Amec Spie.
Ensuite en 2004, l'entreprise Amec Spie crée plusieurs filiales comme Spie Communications. Mais l'organisation a besoin de ressources humaines externes car elle manque d'effectifs.
En 2006, le groupe Amec cède Spie au fonds d'investissement PAI partners. Après l'aval de la Commission européenne (Bruxelles) le 27 juillet 2006, la société prend un nouveau nom, « Spie », en lieu et place de « Amec Spie ». Un nouveau logotype est en conséquence créé.
En 2007, Spie rachète la division ingénierie électrique d'Amec qui prend le nom de Spie Matthew Hall. La même année, Spie Nederland rachète Controlec, puis l'entreprise néerlandaise Heijmans Industrial Services (HIS), spécialisée dans la conception, le développement, la rénovation, la modification et l'entretien d'installations mécaniques Spie acquiert le Néerlandais, l'année suivante.
En 2008, Spie acquiert plusieurs entreprises :
- les entreprises françaises Lapierre[23], Paternoster, Gefca, Juret, Roussel et Socotech ;
- l'entreprise hollandaise Heijmans Industrial Services (HIS) ;
- l'entreprisee belge Anca-Tech.

SPIE renforce sa présence au Royaume-Uni en 2009 avec le rachat de WHS, une société spécialisée en installations électriques et instrumentation dans le secteur de l’énergie.
En 2011, SPIE est cédée par PAI Partners au consortium Clayton, Dubilier & Rice (en), AXA Private Equity et Caisse de dépôt et placement du Québec.
SPIE acquiert la division de services en énergie et bâtiment du groupe Hochtief en 2012.
En 2013, sept sociétés ont rejoint SPIE :
1. Plexal Group en Australie ;
2. La branche Services Solutions du groupe allemand Hochtief (désormais Spie GmbH) ;
3. Alard et Electricity Network Solutions (ENS) au Royaume-Uni ;
4. Le groupe Devis en Belgique ;
5. L'activité Infrastructure Services & Projects (IS&P) du groupe KPN aux Pays-Bas. IS&P forme désormais une nouvelle division au sein de SPIE Nederland : SPIE-ICS (Spie Integrated Connectivity Solutions);
6. Saint-Fons Métallurgie (SFM) en France a également rejoint SPIE.

Ces acquisitions, menées presque exclusivement dans le Nord-Ouest de l'Europe et en Allemagne, constituent pour le groupe un changement de dimension en termes d'effectifs, de résultats mais aussi d'opportunités de développement.
Un des principaux développements de l'année 2014 a été le déploiement d’un réseau et d’une expertise européens dans le domaine des solutions et services ICT avec les acquisitions de Fleischhauer en Allemagne et celles de Viscom et Connectis en Suisse. L'acquisition de Scotshield Fire and Security permet d'offrir une gamme de services d'installations à SPIE, de faire son entrée sur le marché de la sécurité au Royaume-Uni et de développer son expertise dans le domaine du bâtiment intelligent.
Avec l’acquisition stratégique du groupe Numac, prestataire de services techniques et de maintenance industrielle majeur proposant un portefeuille complet de services et de solutions par l’intermédiaire de ses quatre filiales, en mai 2015, Spie renforce sa présence aux Pays-Bas.
En juin 2015, SPIE fait son entrée à la bourse de Paris, annonce avoir acquis Leven Energy Services au Royaume-Uni et avoir passé un contrat de facility management avec Generali.
En août 2016, SPIE rachète l'entreprise Agis Fire & Security, basée à Varsovie (Pologne) et spécialisée dans la protection incendie et la sécurité des bâtiments. Avec ce rachat, SPIE a réalisé sa 100e acquisition en dix ans.
En décembre 2016, Spie annonce l'acquisition pour 850 millions d'euros de SAG, une entreprise allemande spécialisée dans les services pour les collectivités.
En 2017, SPIE acquiert la société allemande PMS Sicherheitstechnik + Kommunikation (PMS) et elle finalise l'acquisition de l'entreprise Mer ICT aux Pays-Bas.[réf. nécessaire]
En février 2018, SPIE annonce l'acquisition de l'entreprise belge SYSTEMAT (150 employés).
En janvier 2019, SPIE intègre l'entreprise Vigilec, entreprise française de maintenance des réseaux d'électricité, gaz et télécommunications.
Début septembre 2021, SPIE dépose une offre de rachat pour l'entreprise Equans, filiale d'Engie, dans le but de créer "le champion européen pure-player des services multi-techniques".
En août 2024, SPIE a finalisé  l'acquisition de 87 % d'OTTO Life Science Engineering GmbH, Allemagne (OTTO LSE), après que les autorités antitrust compétentes ont approuvé la transaction.
En mai 2025, le groupe SPIE est condamné à 3 millions d’euros d’amende par le tribunal de Paris pour une affaire de corruption en Indonésie.

## Direction de SPIE

### Présidents
- André Berthelot : 1901-1937
- René Berthon : 1968-1982
- Georges de Buffévent : 1982-1992
- Claude Coppin : 1992-1995
- André Chadeau : 1995-1997
- Jean Monville : 1997-2009
- Gauthier Louette : depuis 2010

## Actionnaires
| Nom                                          | %     |
| -------------------------------------------- | ----- |
| Caisse de dépôt et placement du Québec       | 10,6% |
| Peugeot Invest SA (Île-de-France)            | 5,46% |
| Aviva Investors Global Services Ltd.         | 4,17% |
| Natixis Investment Managers International SA | 3,93% |
| Spie SA Employee Stock Ownership Plan        | 3,57% |
| Norges Bank Investment Management            | 2,36% |
| CRUX Asset Management Ltd.                   | 2,32% |
| Financière de l'Échiquier SA                 | 2,29% |
| The Vanguard Group, Inc.                     | 2,10% |
| Gauthier Louette                             | 1,57% |

## Mécénat
- Fondation Royaumont